# Le Vicel
Le Vicel ist eine französische Gemeinde mit 119 Einwohnern (Stand 1. Januar 2022) im Département Manche in der Region Normandie. Sie gehört zum Arrondissement Cherbourg und zum Kanton Val-de-Saire.
Sie liegt in der Landschaft Val de Saire auf der Halbinsel Cotentin und grenzt im Norden an Valcanville, im Osten an Anneville-en-Saire, im Südosten an La Pernelle und im Südwesten und Westen an Le Vast.

## Bevölkerungsentwicklung
| Jahr      | 1962 | 1968 | 1975 | 1982 | 1990 | 1999 | 2008 | 2018 |
| --------- | ---- | ---- | ---- | ---- | ---- | ---- | ---- | ---- |
| Einwohner | 134  | 121  | 102  | 113  | 104  | 113  | 143  | 120  |

## Sehenswürdigkeiten
- Schloss Pépinvast aus dem 18. Jahrhundert, Monument historique seit 1992
- Kirche Notre-Dame-de-l’Assomption (Mariä Himmelfahrt)

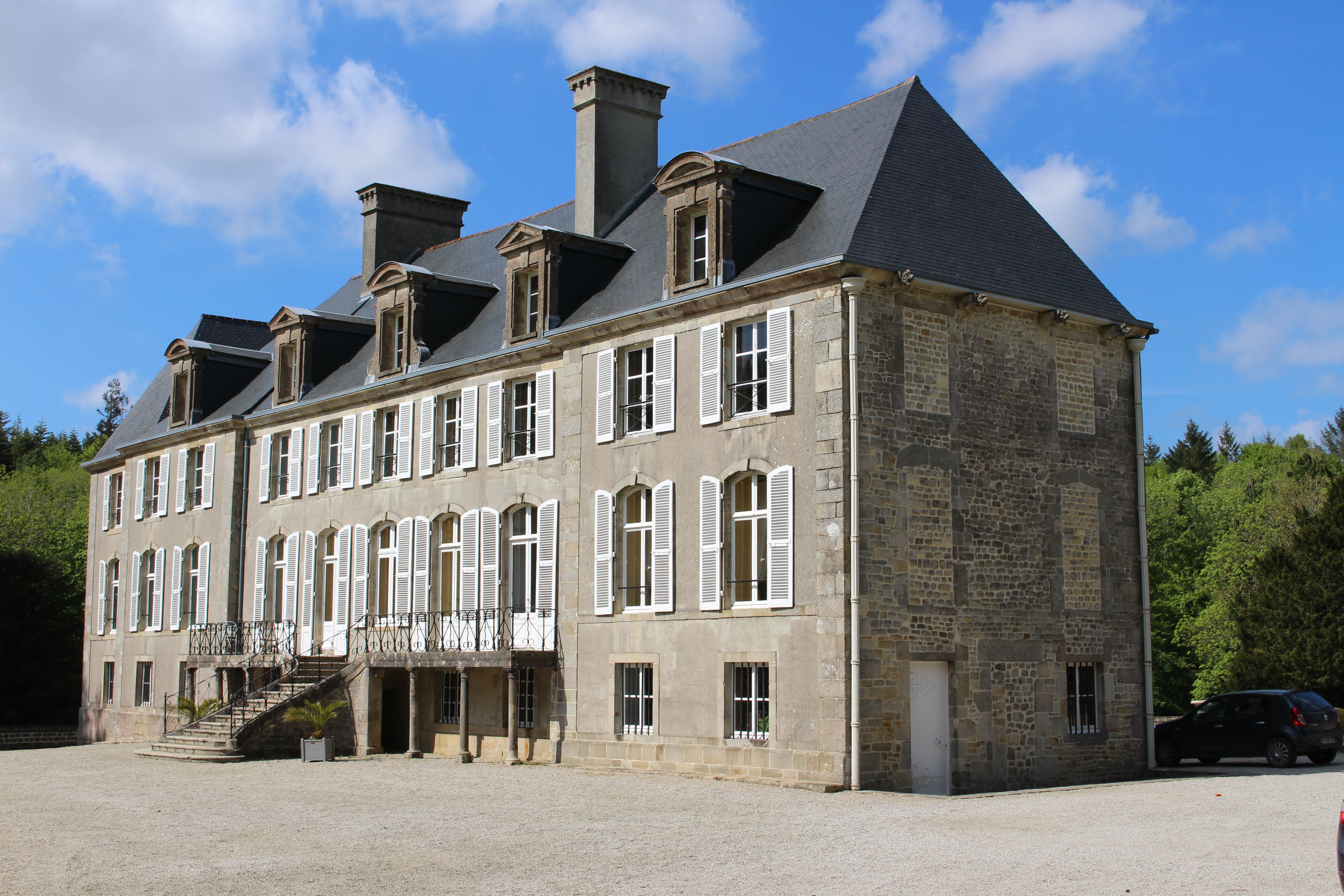
Schloss Pépinvast
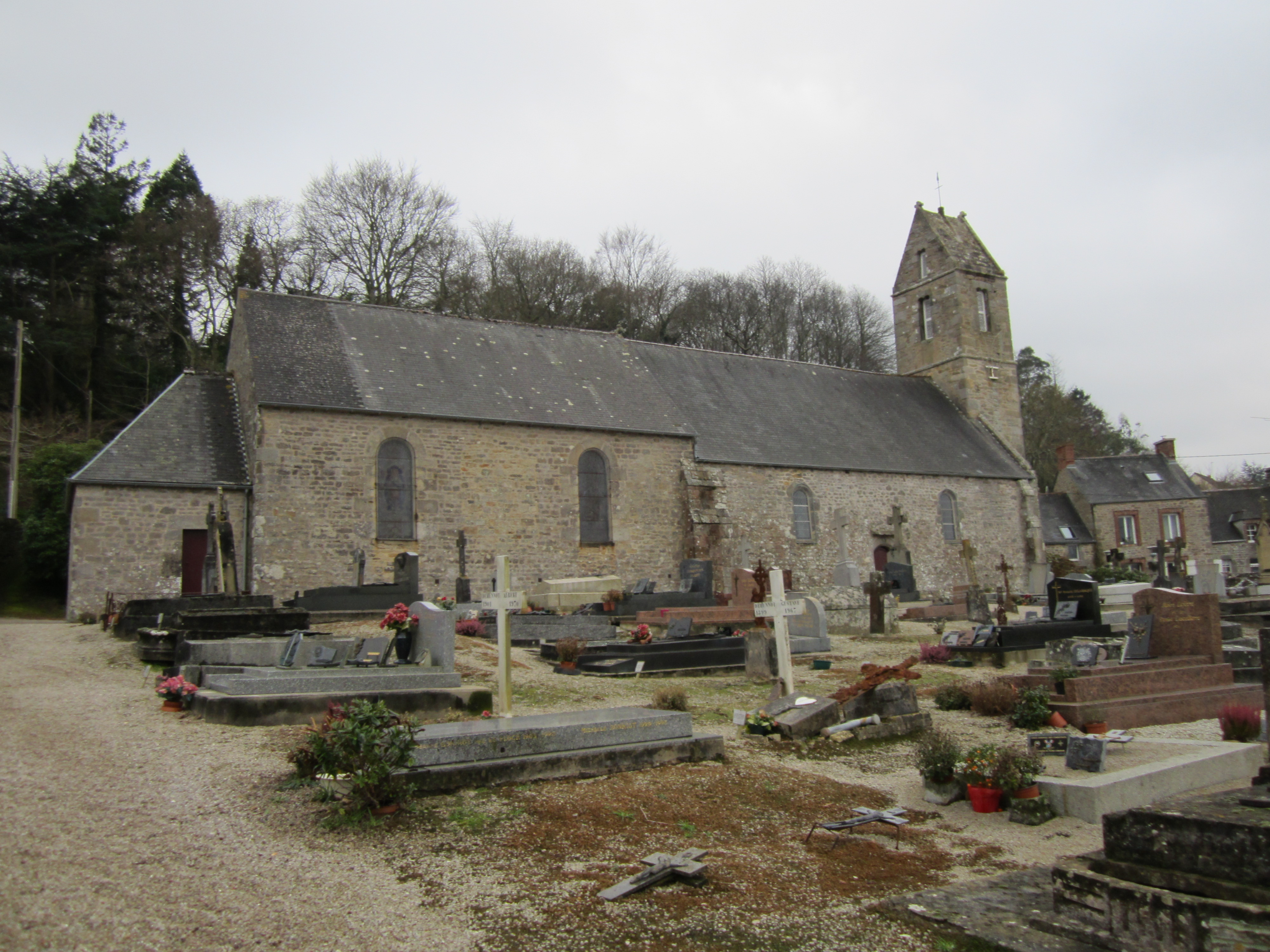
Kirche Notre-Dame-de-l’Assomption